# Athenea del Castillo
Athenea del Castillo Beivide (* 24. Oktober 2000 in Solares, Medio Cudeyo) ist eine spanische Fußballspielerin. Zumeist wird sie als Außenstürmerin eingesetzt.

## Karriere

### Vereine
Athenea del Castillo begann ihre Laufbahn mit elf Jahren in der Jugend von SD Reocín. In der Saison 2015/16 spielte sie bereits in der zweiten Spielklasse für CDE Ave Fénix Racing, einem Klub der aus SD Reocín hervorgegangen war. Im Jahr 2017 wurde CDE Ave Fénix schließlich von Racing Santander übernommen und bildete fortan deren Frauenfußballsektion, die Mannschaft firmierte danach als CDE Racing Féminas. Nach vier Spielzeiten in der zweiten Liga wechselte die talentierte Außenstürmerin Athenea del Castillo, nach schweren Verhandlungen, 2019 zum Neuaufsteiger in die Primera División Deportivo La Coruña. Am 8. September 2019 feierte sie in einer Ligabegegnung gegen Espanyol ihr Debüt in der höchsten Spielklasse und am 19. Januar 2020 folgte ihr erster Treffer. Athenea kam in jener Saison meist von der Bank und beendete die Spielzeit mit 17 Einsätzen und zwei Toren. Deportivo belegte als Neuaufsteiger überraschend den vierten Platz in der Meisterschaft. In der Saison 2020/21 spielte sich Athenea del Castillo in die Stammelf und erzielte in 32 Spielen neun Treffer, ihre Mannschaft jedoch erreichte nur den 15. Platz und musste absteigen.
Im Sommer 2021 wechselte Athenea del Castillo zu Real Madrid.

### Nationalmannschaft
Athenea del Castillo bestritt mit der U19 Spaniens die EM 2018, wo sie mit ihrer Auswahl durch ein 1:0 im Finale gegen Deutschland den Titel gewinnen konnte. Ein Jahr später stand sie erneut mit der U19 in der Endrunde der Europameisterschaft, wo sie mit Spanien nach einem 1:3 nach Verlängerung im Halbfinale gegen Frankreich ausschied.
Im Oktober 2020 wurde Athenea del Castillo für ein EM-Qualifikationsspiel in den Kader der A-Nationalmannschaft berufen und debütierte schließlich am 23. dieses Monats gegen Tschechien, nachdem sie in der 87. Minute für Mariona Caldentey eingewechselt wurde.

## Erfolge
Spanische Nationalmannschaft
- Weltmeisterin: 2023
- U19-Europameisterschaft 2018

Individuelle Erfolge und Ehrungen
- Beste Spielerin des Arnold Clark Cup: 2022